# Авксєнтьєв Микола Дмитрович

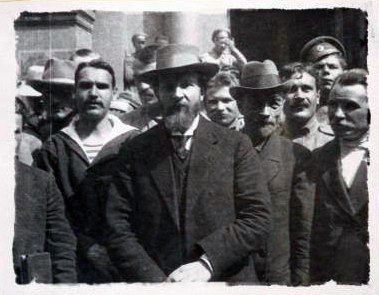
Микола Авксєнтьєв

Авксєнтьєв Микола Дмитрович (1878, Пенза — 1943, Нью-Йорк) — один з діячів партії есерів.

## Біографічні відомості
У 1905 році — член Петербурзької ради і його виконкому. За що був заарештований і висланий до Сибіру, звідки в 1907 році втік. Член ЦК партії есерів. У період Лютневої революції голова ЦВК ради селянських депутатів. Міністр внутрішніх справ в одному з коаліційних урядів Керенського. Голова Ради Російської республіки. Після Жовтневого перевороту — активний противник більшовиків, член Тимчасового всеросійського уряду — Директорії, обраного в Уфі. Після Колчаковського перевороту в листопаді 1918 року висланий за кордон, де активно продовжував політичну діяльність.